# Mamoré (provincie)
Mamoré is een provincie in het departement Beni in Bolivia. De provincie heeft een oppervlakte van 18.706 km² en heeft 12.817 inwoners (2012). De hoofdstad is San Joaquín.
Mamoré is verdeeld in drie gemeenten:
- Puerto Siles
- San Joaquín
- San Ramón

Cercado · 
Iténez · 
José Ballivián · 
Mamoré · 
Marbán · 
Moxos · 
Vaca Díez · 
Yacuma